# Ludvik Toulouški
Ludvik Toulouški, francoski admiral, * 6. junij 1678, † 1. december 1737.